# All Tomorrows
All Tomorrows: A Billion Year Chronicle of the Myriad Species and Mixed Fortunes of Man (Tạm dịch: Tất cả những ngày mai: Biên niên sử hàng tỷ năm của muôn loài và vận mệnh hỗn tạp của nhân loại) là một tác phẩm khoa học viễn tưởng và suy đoán tiến hoá được xuất bản năm 2006, được viết và minh hoạ bởi nghệ sĩ người Thổ Nhĩ Kì C. M. Kosemen, bút danh là Nemo Ramjet. Tác phẩm nói về giả định sự tiến hoá của loài người trong tương lai trong một tỷ năm kể từ hiện tại. Một số loài người trong tương lai được tiến hoá thông qua tự nhiên và công nghệ gene, được thực hiện bởi con người, sau được thực hiện bởi một thực thể ngoài hành tinh bí ẩn và siêu việt được gọi là Qu.
Tác phẩm được lấy cảm hứng từ các tác phẩm văn học khoa học viễn tưởng Sự suy tàn và sụp đổ của Đế chế La Mã của Edward Gibbon và một số tác phẩm của Olaf Stapledon, Kosemen đã viết All Tomorrows từ năm 2003 cho đến khi xuất bản dưới dạng tệp PDF miễn phí trực tuyến năm 2006. Kosemen dự định cuối sẽ xuất bản All Tomorrows mở rộng ở dạng vật lí (sách) với văn bản mới và cập nhật thêm hình ảnh minh hoạ.

## Tóm tắt
Những thế kỉ sau, con người đã địa khai hoá và định cư trên Sao Hoả, sau đó xảy ra một cuộc chiến liên hành tinh trong khoảng thời gian ngắn và tàn khốc giữa Trái Đất và Sao Hoả. Sau cuộc chiến, 2 hành tinh đã hoà bình với nhau, một sáng kiến thuộc địa hoá quy mô lớn được thực hiện bởi những con người biến đổi gene được gọi là Star People khắp thiên hà.
Con người (bây giờ là Star People) đã phải chạm trán với một thực thể ngoài hàng tinh siêu việt được gọi là Qu. Tôn giáo của Qu đã thúc đẩy nó tái tạo vũ trụ bằng công nghệ gene. Con người đã bị đánh bại sau một cuộc chiến ngắn với Qu. Qu đã trừng phạt những con người sống sót bằng cách biến đổi sinh học bọn họ thành nhiều hình dạng dị hợn và nhiều trong số đó đã mất đi sự thông minh. Sau 40 triệu năm thống trị của Qu, nó đã rời đi và bỏ lại các sản phẩm của mình, sau đó con người bị biến đổi tự tiến hoá. Theo dòng tác phẩm, lần lượt nói về những con người bị biến đổi, các loài đã tiến hoá là đã lấy lại sự thông minh dưới các hình thái mới khác nhau, nhưng một số trong số loài đó đã tuyệt chủng, dần dần các loài đã tiến hoá phát hiện ra rằng Qu đã tác động lên bọn họ.
Một loài có tên là Ruin Haunters, cuối cùng thay thế cơ thể của họ bằng các dạng cơ học, và được gọi là Gravitals. Gravitals xâm chiếm phần còn lại của thiên hà, đồng thời tiêu diệt hầu hết các sinh vật trên các hàng tinh mà họ tới, kể cả những loài người bị biến đổi đã tiến hoá. Gravitals đã bị tiêu diệt bởi Asteromorphs, hậu duệ của loài người đã thoát khỏi sự thống trị của Qu. Các chương cuối của tác phẩm trình bày chi tiết về sự phục hồi của loài người với tư cách là loài hậu duệ của loài người, lần tiếp xúc đầu tiên của họ với sự sống của thiên hà khác, khám phá lại và đánh bại Qu sau 500 triệu năm, và kết thúc bằng việc khám phá lại Trái đất vào 560 triệu năm sau trong tương lai.
All Tomorrows kết thúc bằng hình ảnh tác giả cuốn sách trong vũ trụ, một nhà nghiên cứu người ngoài hành tinh, cầm hộp sọ người tỷ năm tuổi và viết rằng tất cả các loài hậu nhân loại đã biến mất một tỷ năm sau trong tương lai mà không rõ lý do. Tác giả tiếp tục khẳng định rằng câu chuyện của nhân loại luôn nói về cuộc sống của chính con người chứ không phải những cuộc chiến tranh lớn và những lý tưởng trừu tượng. Tác giả kết thúc bằng việc khuyến khích người đọc "Love Today, and seize All Tomorrows!"

## Phát triển
Kosemen đã viết  All Tomorrows từ năm 2003 đến năm 2006. Nguồn cảm hứng chính cho tác phẩm tác phẩm là của Olaf Stapledon, cụ thể là Last and First Men (1930) và Star Maker (1937), cùng với tác phẩm Sự suy tàn và sụp đổ của Đế chế La Mã.
All Tomorrows được viết theo phong cách một tác phẩm lịch sử, được kể lại bởi một sinh vật ngoài hành tinh kể lại lịch sử của loài người. The Kosemen "tone of voice is a high school student fanboying on the Decline and Fall of the Roman Empire by Edward Gibbon". Tác phẩm nghệ thuật cũng phản ánh cách tiếp cận "khảo cổ học" này, với các hiệu ứng hình ảnh mờ nhạt và có kết cấu được áp dụng cho các bức tranh. Lý do ban đầu của việc thêm tông màu nhạt vào các bức tranh là Kosemen muốn tránh những bức tranh trông giống như "horrible racist caricatures".
All Tomorrows vẫn chưa được xuất bản dạng vật lí bằng tiếng Anh. tác phẩm được phát hành trực tuyến miễn phí dưới dạng PDF vào ngày 4 tháng 10 năm 2006 và kể từ đó, theo bản thân Kosemen, "had a life of its own as a PDF floating around the backwaters of the internet like a ghost ship". Một trong những liên kết phổ biến mà All Tomorrows đã được chia sẻ là một trang wiki dành riêng cho hoàn thành nhanh nhất có thể.
Phiên bản vật lý được cấp phép đầu tiên của All Tomorrows được Time Publishing xuất bản vào tháng 3 năm 2024 bằng tiếng Thái. Ấn bản này bao gồm nội dung của cuốn sách gốc năm 2006, với một chương mới về quá trình thực hiện cuốn sách và một số tác phẩm nghệ thuật bổ sung của các nghệ sĩ khác.

## Tiếp cận và di sản
Ban đầu là một tác phẩm ít người biết đến, All Tomorrows dần dần trở nên phổ biến trên mạng sau khi xuất bản năm 2006. Trong một cuộc phỏng vấn podcast năm 2021, Kosemen lưu ý rằng thế hệ sinh ra ngay sau ông (Kosemen sinh năm 1984) "thực sự đón nhận" All Tomorrows, điều mà ông tin rằng một phần có thể là do "vô số thảm họa" đã xảy ra trên thế giới kể từ đó. Cuốn sách đã nhận được sự chú ý của giới học thuật.
Năm 2020, All Tomorrows nằm trong số các tác phẩm được thảo luận trong cuốn sách Islam, Science Fiction and Extraterrestrial Life của Jörg Matthias Determann, khám phá sinh vật học vũ trụ và khoa học viễn tưởng trong thế giới Hồi giáo. Sau khi YouTuber Alt Shift X tải lên phiên bản rút gọn của câu chuyện trong cuốn sách vào tháng 6 năm 2021, Mức độ phổ biến trực tuyến của All Tomorrows tăng vọt, đặc biệt trong mùa hè năm 2021. Trong số những thứ khác, đã có sự gia tăng các meme trên mạng dựa trên cuốn sách, chủ yếu trên YouTube và Twitter cũng như các tác phẩm nghệ thuật của người hâm mộ dựa trên các sinh vật trong cuốn sách.
Độc giả đã mô tả All Tomorrows là "kỳ lạ", "không thể giải thích được", "thú vị" và "hấp dẫn" và là một tác phẩm kết hợp kinh dị về cơ thể. Ivan Farkas của Cracked.com đã gọi All Tomorrows là "sự tồn tại kỳ dị" vào năm 2021 và mô tả tác phẩm nghệ thuật là "từ thế giới khác". Một bài báo năm 2022 của Andrea Viscusi trên trang web truyền thông Ý Stay Nerd đã so sánh All Tomorrows với Man After Man (1990) của Dougal Dixon, cũng là một tác phẩm đề cập đến quá trình tiến hóa của loài người trong tương lai, nhưng nhận thấy những mô tả trong All Tomorrows "thậm chí còn đáng lo ngại hơn", nhưng vẫn có thể ở "mức độ gần như cao siêu" để "công nhận là đồng loại của mình" Trong một bài báo năm 2022 trên tạp chí phong cách sống A Little Bit Human, Allia Luzong coi All Tomorrows là một "cuộc khám phá thú vị về những gì có thể xảy ra" nhưng cũng là một tác phẩm nghiêm túc với những chủ đề nghiêm túc, đặc biệt lưu ý rằng những tệ nạn xã hội của nhân loại hiện diện như thế nào trong suốt câu chuyện.
Kosemen tuyên bố vào năm 2021 rằng mặc dù cuốn sách đã trở nên phổ biến nhưng ông gần như đã "từ chối" All Tomorrows, nhận thấy các phần của nó "hơi khó chịu". Khi thiết kế trang web cũng như đưa vào các cuốn sách và dự án khác nhau, Kosemen đã cố tình bỏ qua All Tomorrows. Sau mùa hè năm 2021, anh ấy đã thêm cuốn sách vào trang web của mình và dự định cuối cùng sẽ xuất bản All Tomorrows ở dạng vật lý với văn bản và hình ảnh minh họa mới. Ngày 16 tháng 10 năm 2022, Kosemen đã viết phiên bản mở rộng cho đến khi Qu chinh phục thiên hà. Kosemen nói rằng tài liệu cho đến thời điểm đó lên tới 200 trang, gần gấp đôi độ dài của toàn bộ cuốn sách gốc. Kosemen tiếp tục viết phiên bản mở rộng kể từ năm 2024. Tháng 4 năm 2024, ông thông báo phát hành bản in của cuốn sách nhưng chỉ bằng tiếng Thái. Mặc dù là phiên bản gốc của cuốn sách nhưng nó được cho là bao gồm một số hình ảnh minh họa do các nghệ sĩ khác thực hiện và một chương mới với nhiều thông tin khác nhau về các loài trong tác phẩm. Chương mới này chỉ có bằng tiếng Thái. Đồng thời, Kosemen cũng cho biết ông đang tiếp tục nghiên cứu phiên bản mới của cuốn sách, hiện đã dày gần 300 trang và vẫn còn nhiều loài để nói. Giờ đây, mỗi loài đều có truyền thuyết sâu sắc hơn và các tình tiết cốt truyện chính mới đã được thêm vào.